# Alpenkraai
De alpenkraai (Pyrrhocorax pyrrhocorax) is een zangvogel uit de familie van de kraaien (Corvidae). De wetenschappelijke naam van de soort werd in 1758 als Upupa pyrrhocorax gepubliceerd door Carl Linnaeus. De naam 'Pyrrhocorax' schreef hij met een hoofdletter, en werd als geslachtsnaam voor de soort al gebruikt door Ulisse Aldrovandi, Francis Willughby en John Ray. 'Pyrrhocorax' is samengesteld uit het Griekse πυρρος, 'pyrrhos' = met een kleur als vuur, en κοραξ, 'corax' = raaf.

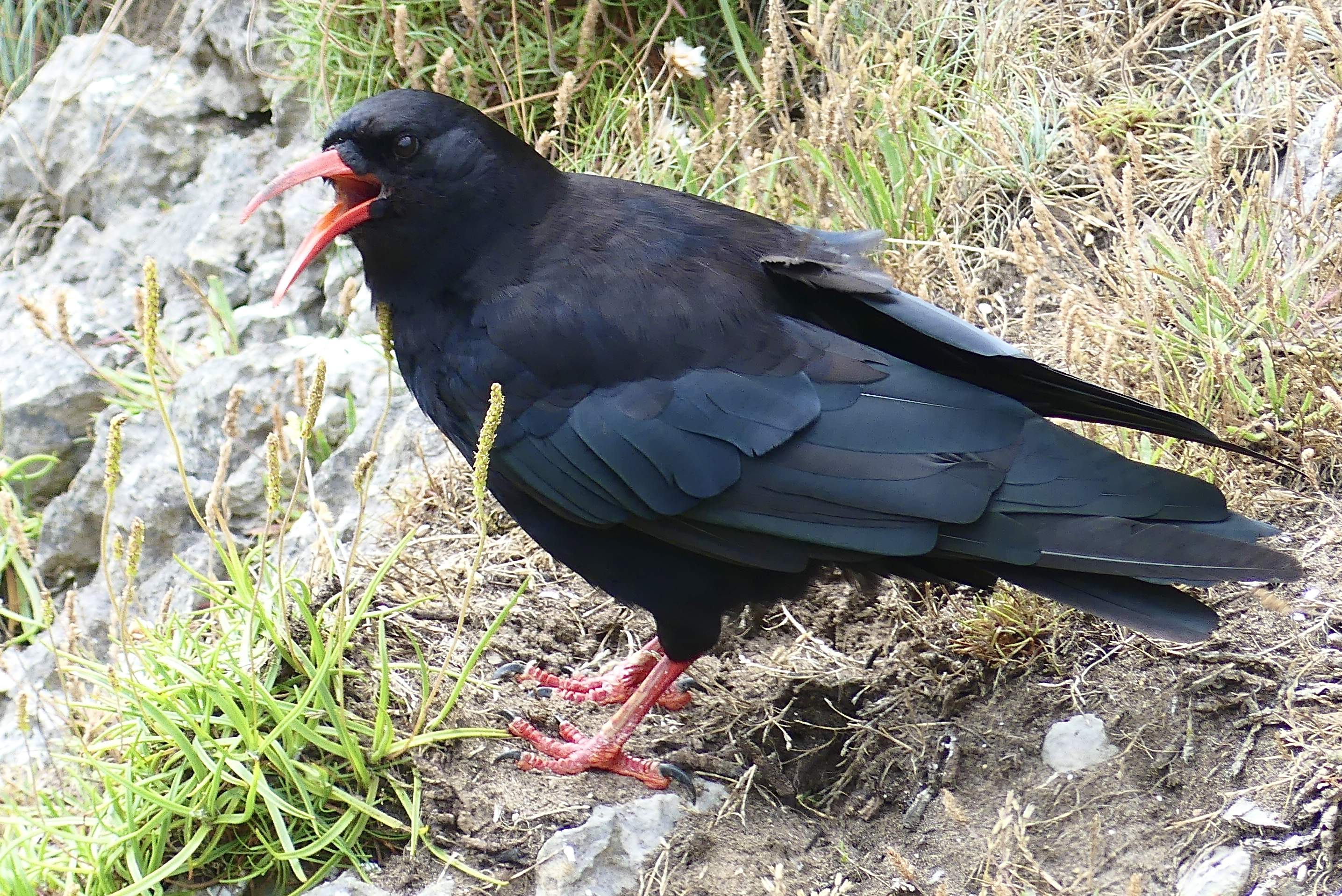
Alpenkraai roepend aan Pembrokeshire

## Veldkenmerken
Deze vogel heeft een zwartblauw verenkleed, rode poten en een kromme, rode snavel. De vleugels zijn vrij stomp en diep gevingerd. Ze hebben een vrij korte, recht afgesneden staart. De lichaamslengte bedraagt 40 cm.

## Leefwijze
Zijn voedsel bestaat uit ongewervelden (vooral mieren, wormen, spinnen en slakken), hagedissen, bessen en graan, maar ook muizen staan op het menu. Buiten het broedseizoen leeft hij in groepen. Deze alpiene soort is een bekwaam vlieger, met gemak maakt de alpenkraai rolbewegingen en duikvluchten.

## Voortplanting
De alpenkraai broedt in berggebieden met steile wanden en aan steile rotskusten. Het nest wordt gemaakt op een rotsrichel of in een nis, soms ook in gebouwen en ruïnes. Het legsel bestaat uit 3 tot 5 eieren.

## Verspreiding
De alpenkraai komt het gehele jaar voor in Noord-Afrika, West-, Centraal- en Oost-Azië en Europa, met name in Spanje, Portugal, Zuid-Frankrijk, Zuid-Italië, Griekenland, Normandië, Ierland en het zuidwesten van Groot-Brittannië. Deze vogel leeft in gebergten en aan rotskusten, soms in steengroeven.
Er worden acht ondersoorten onderscheiden.
- P. p. pyrrhocorax: de Britse Eilanden.
- P. p. erythroramphos: van het Iberisch Schiereiland tot Zwitserland en Centraal Italië.
- P. p. barbarus: noordwestelijk Afrika en de Canarische Eilanden.
- P. p. docilis: van zuidoostelijk Europa tot Afghanistan en Pakistan.
- P. p. centralis: Centraal-Azië.
- P. p. himalayanus: de Himalaya, noordelijk India en westelijk China.
- P. p. brachypus: noordoostelijk en oostelijk China.
- P. p. baileyi: noordelijk en centraal Ethiopië.

## Status
De grootte van de populatie is in 2021 geschat op 0,85-1,97 miljoen volwassen vogels. Op de Rode lijst van de IUCN heeft deze soort de status niet bedreigd.